# Нико Белић
Нико Белић (енгл. Niko Bellic) главни је лик Рокстарове игре Grand Theft Auto IV.
Нико је одрастао у ратом разореној Босни, али је рођен у Србији. Његов отац је био силеџија и пијанац који никад није веровао да ће његов син успети у животу. Ипак Никова мајка, Милица, веровала је да ће Нико постати добра личност. Као „гневни“ адолесцент, учествовао је у ратовима на тлу бивше Југославије, где је видео и починио многа зверства, која су га дубоко погодила и учинила да Нико живот посматра цинично, а такође и да има снажне осећаје кајања и депресије. Многи Никови пријатељи су погинули. Нико је тако постао „жилав“ и стекао је много искуства током рата.
Након завршетка рата, његов рођак Роман Белић емигрирао је у Сједињене Државе у град Либерти Сити (енгл. Liberty City), која је пародија Њујорка. Одатле је стално Нику причао како се обогатио и постао славан. Тако је Нико допутовао у Либерти Сити. По свом доласку у Америку, он описује своју мрачну прошлост реченицом: „Живот је компликован, убијао сам људе... кријумчарио сам људе... продавао људе. Можда ће овде ствари ипак бити другачије.“ Други разлог Никовог доласка у Либерти Сити јесте потрага за Дарком Бревићем, човеком који је за време рата у Босни издао јединицу у којој се Нико борио. Али ситуација није била онаква како му је то приказао његов рођак. Роман је запао у коцкарске дугове и у велике опасности. Имао је незавршених послова са неким мафијашима. Нико је морао да се упусти у криминални живот да би спасао свога рођака. Због свог ратног искуства могао је лако да барата оружјем.